# Stazione di Baricetta
La stazione di Baricetta è una fermata ferroviaria posta sulla linea Rovigo-Chioggia. Serve il centro abitato di Baricetta, frazione del comune di Adria.

## Strutture e impianti

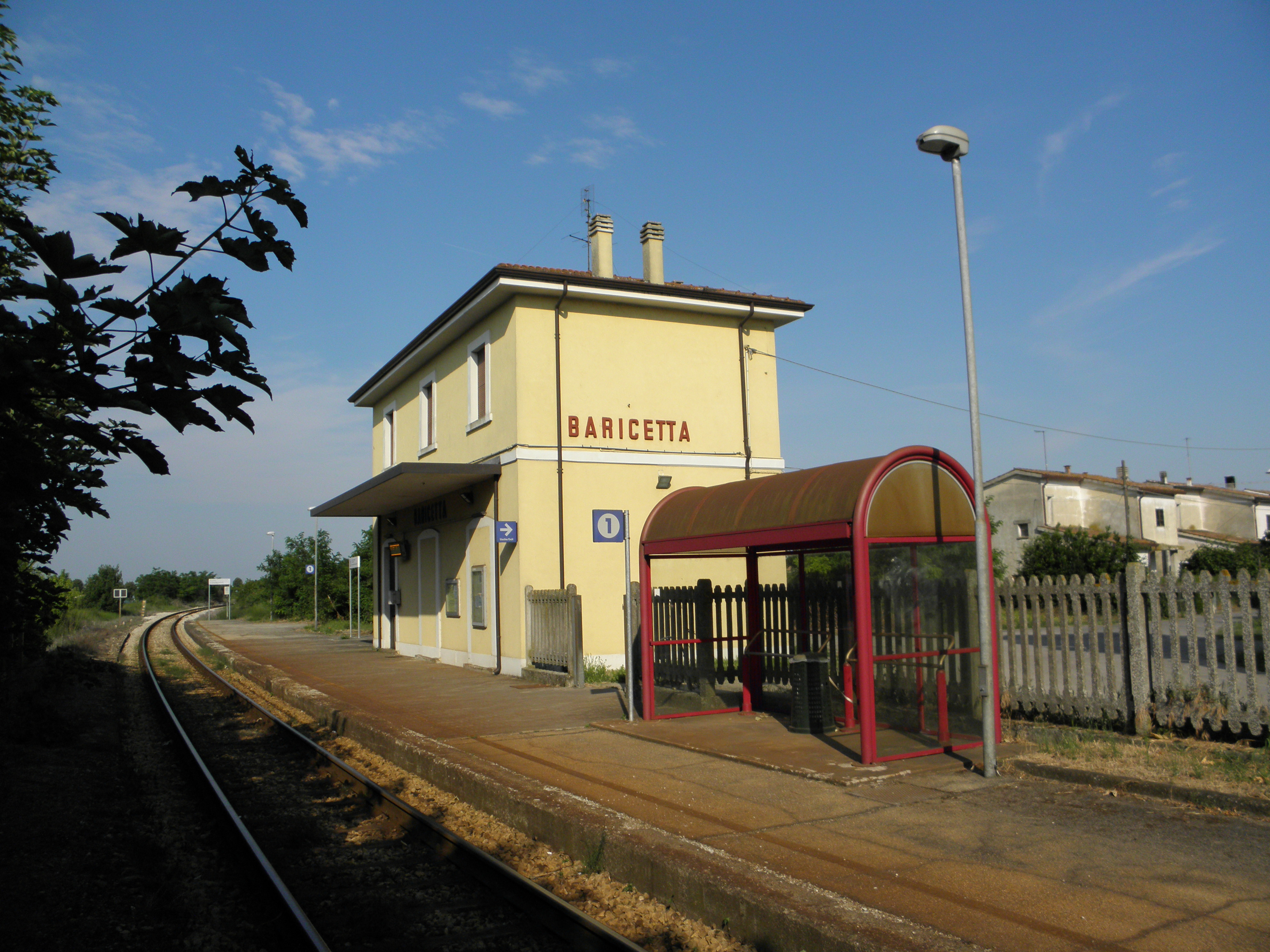
Il piazzale binari

Il fabbricato viaggiatori, non più in uso, ospitava la biglietteria, servizi igienici e sala d'attesa.
La stazione presenta un binario unico, dotato di tettoie.

## Movimento
La stazione è servita dai treni regionali della linea Rovigo-Chioggia, che dal 1 settembre 2024 sono svolti da Trenitalia.
La stazione è inoltre interessata dal transito di treni merci.

## Servizi
La stazione presenta un parcheggio per biciclette e alcune obliteratrici. Il piazzale antistante ospita un parcheggio auto gratuito.